# Mohammad Mirmohammadi
Seyyed Mohammad Mirmohammadi (né en 1948 à Qom et mort le 2 mars 2020 à Téhéran) est un homme politique iranien.

## Biographie
Né à Qom, Mirmohammadi est secrétaire général pour Ali Khamenei puis Akbar Hashemi Rafsandjani. Il est élu pour représenter Qom au parlement iranien en 2000 et y reste pour quatre ans. Par la suite, il est considéré comme un proche conseiller d'Ali Khamenei. 
Durant la pandémie de COVID-19, il meurt la veille de son anniversaire. Au moment de sa mort, il est l'officiel iranien le plus éminent à succomber de la maladie.

## Vie privée
Mirmohammadi est le neveu de l'Ayatollah Shobeiri Zanjani par sa mère. Cette dernière meurt également en 2020 du COVID-19.